# ستيف ديكسون
ستيف ديكسون (بالإنجليزية: Steve Dickson)‏ هو سياسي أسترالي، ولد في 24 يونيو 1962 في أستراليا. حزبياً، نشط في الحزب الوطني الليبرالي في كوينزلاند (26 يوليو 2008 – 13 يناير 2017) وأمة واحدة بقيادة بولين هانسون (13 يناير 2017 – ) والحزب الليبرالي الأسترالي (9 سبتمبر 2006 – 26 يوليو 2008). وقد انتخب عضو المجلس التشريعي ولاية كوينزلاند عن دائرة Electoral district of Kawana ‏ (9 سبتمبر 2006 – 21 مارس 2009) وانتخب عضو المجلس التشريعي ولاية كوينزلاند عن دائرة Electoral district of Buderim ‏ (21 مارس 2009 – 25 نوفمبر 2017).